# Кнежеві Виногради
45°45′ пн. ш. 18°44′ сх. д. / 45.75° пн. ш. 18.73° сх. д.
Кнежеві Виногради (хорв. Kneževi Vinogradi) – громада і населений пункт в Осієцько-Баранській жупанії Хорватії.

## Населення
Населення громади за даними перепису 2011 року становило 4 614 осіб. Населення самого поселення становило 1657 осіб.
Динаміка чисельності населення громади:
Динаміка чисельності населення центру громади:

## Населені пункти
Крім поселення Кнежеві Виногради, до громади також входять: 
- Ясеноваць
- Каменаць
- Каранаць
- Котлина
- Мирковаць
- Соколоваць
- Суза
- Змаєваць

## Клімат
Середня річна температура становить 11,03°C, середня максимальна – 25,37°C, а середня мінімальна – -5,92°C. Середня річна кількість опадів – 619 мм.
| Клімат поселення                              | Клімат поселення | Клімат поселення | Клімат поселення | Клімат поселення | Клімат поселення | Клімат поселення | Клімат поселення | Клімат поселення | Клімат поселення | Клімат поселення | Клімат поселення | Клімат поселення | Клімат поселення |
| Показник                                      | Січ.             | Лют.             | Бер.             | Квіт.            | Трав.            | Черв.            | Лип.             | Серп.            | Вер.             | Жовт.            | Лист.            | Груд.            |                  |
| Середній максимум, °C                         | 5,90             | 7,80             | 12,40            | 17,10            | 22,43            | 25,37            | 25,14            | 24,80            | 20,60            | 15,20            | 9,09             | 5,20             |                  |
| Середня температура, °C                       | 0,00             | 1,89             | 6,50             | 11,19            | 16,52            | 19,46            | 21,28            | 20,96            | 16,74            | 11,30            | 5,20             | 1,36             |                  |
| Середній мінімум, °C                          | −5,92            | −4,03            | 0,58             | 5,28             | 10,61            | 13,55            | 17,40            | 17,09            | 12,87            | 7,44             | 1,35             | −2,52            |                  |
| Норма опадів, мм                              | 38               | 33               | 36               | 49               | 58               | 77               | 63               | 59               | 50               | 52               | 57               | 47               |                  |
| Середньомісячна швидкість вітру, м/с          | 2.50             | 2.70             | 3.00             | 2.90             | 2.60             | 2.40             | 2.30             | 2.10             | 2.10             | 2.30             | 2.40             | 2.51             |                  |
| Середньомісячна сонячна радіація, кДж/м²·день | 4165             | 6981             | 10914            | 15515            | 19423            | 21712            | 22056            | 20038            | 14864            | 9369             | 4713             | 3477             |                  |
| --------------------------------------------- | ---------------- | ---------------- | ---------------- | ---------------- | ---------------- | ---------------- | ---------------- | ---------------- | ---------------- | ---------------- | ---------------- | ---------------- | ---------------- |
| Джерело:                                      |                  |                  |                  |                  |                  |                  |                  |                  |                  |                  |                  |                  |                  |